# كايل ديك
كايل ديك (بالإنجليزية: Kyle Dake) (و. 1991  م) هو مصارع رياضي أمريكي، ولد في إثاكا، نيويورك.

## التعليم
تعلم في جامعة كورنيل.

## روابط خارجية
- كايل ديك على موقع قاعدة بيانات المصارعة الدولية (الإنجليزية)
- كايل ديك على موقع اللجنة الأولمبية الدولية (الإنجليزية)
- كايل ديك على موقع أوليمبيديا (الإنجليزية)
- كايل ديك على موقع اللجنة الأولمبية والبارالمبية الأمريكية (الإنجليزية)